# Baran (Ambarawa)
Baran is een bestuurslaag in het regentschap Semarang van de provincie Midden-Java, Indonesië. Baran telt 5705 inwoners (volkstelling 2010).